# 金伯利·加法叶
金伯利·安娜·加法叶（1969年3月9日—），美国女演员，主持人及律师。2024年，她被美国候任总统唐纳德·特朗普提名为美国驻希腊大使。

## 早年生活
1969年3月9日，金伯利出生于美国加利福尼亚州旧金山。父亲为爱尔兰人，而母亲为波多黎各人。她在使命区成长。

## 媒体生涯
2006年至2018年，金伯利曾在Fox News做了不少主持节目。 She later joined America First Policies, a pro-Trump super PAC, to campaign for Republicans in the 2018 midterm elections.

## 个人生活
2001年到2006年，她是加州旧金山市长加文·纽森的妻子。
2006年到2009年，她是美国商人Eric Villency的妻子。
2018年，她和小唐纳德·特朗普交往，2020年两人订婚。2021年，双方居住于佛罗里达州。2024年12月，双方正式分手并解除婚姻安排。